# 一騎当千 (大日本プロレス)
一騎当千（いっきとうせん）は、大日本プロレスが主催するシングルマッチのリーグ戦。奇数年はデスマッチBJの「DeathMatch Survivor（デスマッチ・サバイバー）」、偶数年はストロングBJの「strong climb（ストロング・クライム）」を交互で開催している。

## ルール
- 試合は30分1本勝負。
- 出場者をAブロックとBブロックに分け、勝ち2点・引分1点・負け0の勝ち点方式による総当たり戦で争う。
- 各ブロック上位2名（年度によっては1名）が決勝トーナメント進出（対戦カードはAブロック1位 vs Bブロック2位・Aブロック2位 vs Bブロック1位で行う）。得点で並んだ場合は対象選手同士の勝敗で順位を決定。
- デスマッチの場合は試合会場の規制等を勘案の上、対戦する両者合意の下で試合形式を決定する。
- 優勝者がデスマッチBJの場合はBJW認定デスマッチヘビー級王座、ストロングBJの場合はBJW認定世界ストロングヘビー級王座への挑戦権が与えられる。

## 2011年大会（DeathMatch Survivor）
参加者10人
- Aブロック
  - 佐々木貴（FREEDOMS） 8点 ※優勝
  - "黒天使"沼澤邪鬼 4点
  - シャドウWX 4点
  - 木高イサミ（ユニオン） 4点
  - 星野勘九郎 0点
- Bブロック
  - 竹田誠志 （STYLE-E） 6点 ※準優勝
  - 宮本裕向（666） 4点
  - ドレイク・ヤンガー（CZW） 4点
  - 葛西純（FREEDOMS） 4点
  - アブドーラ小林 2点

大会内容
第1回はBJW認定デスマッチヘビー級王座挑戦者決定トーナメントとして開催され、2ブロックに分かれたリーグ戦を勝ち抜いた各ブロック1位が4月18日の後楽園ホール大会での決勝戦に進出する。
決勝は竹田と佐々木の他団体同士の対戦となり、コンピレーションデスマッチを制した佐々木が優勝。5月5日横浜文化体育館大会にて伊東竜二が持つデスマッチヘビー級王座への挑戦権を獲得。

## 2012年大会（strong climb）
参加者12人
- Aブロック
  - 関本大介 10点 ※準優勝
  - サミ・キャラハン（CZW）8点
  - 岡林裕二 6点
  - 河上隆一 2点
  - 塚本拓海 2点
  - 大谷将司 0点
- Bブロック
  - 佐々木義人 8点・ブロック1位 ※優勝
  - バッド・ボーンズ（wXw） 8点・ブロック2位
  - バラモン・シュウ（フリー）6点
  - 忍（666） 4点
  - 石川晋也 4点
  - 橋本和樹 0点

大会内容
2月2日の後楽園大会における佐々木義人の発言を受け、「ストロングBJ」のトップを決めるリーグ戦として開催、2ブロックに分かれたリーグ戦を勝ち抜いた各ブロック上位2名が3月26日の後楽園大会での決勝トーナメントに進出する。
河上は3月21日大分イベントホール大会での塚本戦で勝利したものの負傷したため残り試合は不戦敗となった。
準決勝は関本対ボーンズ、義人対キャラハン、決勝は関本対義人となり、義人が優勝。その場で「ストロングBJの象徴」たるベルトの新設を要求。後にBJW認定世界ストロングヘビー級王座として創設され、義人は初代王座決定戦に出場し王座獲得。

## 2013年大会（DeathMatch Survivor）
参加者12人
- Aブロック
  - 伊東竜二 ※優勝
  - 宮本裕向（666）
  - "黒天使"沼澤邪鬼
  - シャドウWX
  - 星野勘九郎
  - ドレイク・ヤンガー （CZW）
- Bブロック
  - アブドーラ小林
  - 木高イサミ（ユニオン） ※準優勝
  - 竹田誠志（U-FILE CAMP）
  - 塚本拓海
  - 稲松三郎（K-DOJO）
  - ダニー・ハボック（CZW）

大会内容
第1回同様、デスマッチリーグ戦として開催。各ブロック1位が4月10日新木場1stRING大会での決勝戦に進出。

## 2014年大会（strong climb）
参加者12人
- Aブロック
  - 石川晋也 6点・ブロック3位
  - 旭志織（K-DOJO）
  - 石川修司（ユニオン）10点 ※優勝
  - 丸山敦（先駆舎）
  - 神谷ヒデヨシ
  - 宮本裕向（666：デスマッチ枠）6点・ブロック2位
- Bブロック
  - 関本大介 8点 ※準優勝
  - 河上隆一
  - 橋本和樹
  - 忍（666）6点・ブロック3位
  - 征矢学（フリー）6点・ブロック2位
  - 稲葉雅人（フリー：デスマッチ枠）

大会内容
当初は怪我人の続出により中止が明言されていたが、5月5日横浜文体での関本の提言により時期を遅らせての開催が決定。
A・Bブロックとも6点の選手は直接対決を制していた宮本と征矢が2位で決勝に進出し、準決勝は関本対宮本、修司対征矢。決勝は関本対修司となり、石川修司が優勝。

## 2015年大会（DeathMatch Survivor）
参加者12人
- Aブロック
  - 伊東竜二 6点・ブロック2位
  - 竹田誠志（U-FILE CAMP）8点
  - 星野勘九郎 6点・ブロック3位
  - 高橋匡哉（ASUKA PROJECT）
  - 関根龍一（K-DOJO）
  - "黒天使"沼澤邪鬼
- Bブロック
  - アブドーラ小林 6点・ブロック2位 ※優勝
  - 木高イサミ （ユニオン） 8点 ※準優勝
  - 稲松三郎（K-DOJO）
  - 稲葉雅人（フリー）6点・ブロック3位
  - 塚本拓海（フリー）
  - 植木嵩行

大会内容
デスマッチリーグ戦として開催。3月1日後楽園大会で開幕し、各ブロック上位2名が4月19日札幌テイセンホール大会での決勝トーナメント進出。優勝決定戦の地方開催はデスマッチ・ストロング通じ初めてであり、同ホールは6月を最後に閉鎖されるため最初で最後の開催となった。
なおメンバー発表前から、開幕戦同日に宮本裕向vs"黒天使"沼澤邪鬼のBJWデスマッチヘビー級王座戦が決定していたため、この試合での勝者が5月5日の横浜文体で一騎当千優勝者との防衛戦、敗者が一騎当千へ出場ということになり、敗れた沼澤が一騎当千に出場した。
A・Bブロックとも6点の選手は直接対決を制していた伊東と小林が2位で決勝に進出し、準決勝は竹田対小林、イサミ対伊東。決勝はイサミ対小林となり、アブドーラ小林が優勝。

## 2016年大会（strong climb）
参加者12人
- Aブロック
  - 関本大介 6点・ブロック3位
  - 神谷英慶 6点・ブロック2位 ※準優勝
  - 佐藤耕平（ZERO1） 4点
  - 真田聖也（S.P.E） 4点
  - 丸山敦（フリー） 4点
  - 橋本大地 6点・ブロック1位
- Bブロック
  - 岡林裕二 4点
  - 石川修司（フリー） 8点・ブロック2位 ※優勝
  - 浜亮太（W-1） 6点
  - 鈴木秀樹（フリー） 8点・ブロック1位
  - 宇藤純久 2点
  - 忍（666） 2点

大会内容
ストロングBJのリーグ戦として開催。3月6日後楽園大会で開幕し、各上位2名が札幌マルスジムでの決勝トーナメントに進出。
当初出場予定だった橋本和樹は、エントリー発表後に行われた試合で骨折したため欠場し、忍が代替で出場。
Aブロックで6点だった選手3人からは直接対決に勝利していた橋本大地と神谷が決勝に進出し、準決勝は大地対石川、神谷対鈴木。決勝は石川対神谷となり、石川修司が優勝。

## 2017年大会（DeathMatch Survivor）
参加者12人
- Aブロック
  - 伊東竜二　6点
  - ISAMI（BASARA）  8点・ブロック1位 ※準優勝
  - 吹本賢児（FREEDOMS） 6点・ブロック2位
  - 塚本拓海（BASARA）　4点
  - 植木嵩行　4点
  - 佐久田俊行　2点
- Bブロック
  - "黒天使"沼澤邪鬼 6点・ブロック2位
  - 宮本裕向 （666） 4点
  - 竹田誠志（フリー） 6点
  - 星野勘九郎 2点
  - 関根龍一（BASARA） 4点
  - 高橋匡哉（ASUKA PROJECT） 8点・ブロック1位 ※優勝

大会内容
デスマッチリーグ戦として開催。3月5日後楽園大会で開幕し、各ブロック上位2名が4月8日札幌マルスジム大会での「決勝トーナメント」へ進出となる｡
準決勝はイサミ対沼澤、高橋対吹本。決勝は高橋対イサミとなり、高橋匡哉が初優勝。

## 2018年大会（strong climb）
参加者12人
- Aブロック
  - 橋本大地  8点・ブロック1位 ※準優勝
  - 神谷英慶  5点
  - 浜亮太  6点
  - 中之上靖文 7点・ブロック2位
  - 野村卓矢  2点
  - 青木優也  2点
- Bブロック
  - 関本大介 7点・ブロック2位
  - 鈴木秀樹（フリー）  8点・ブロック1位 ※優勝
  - 河上隆一  6点
  - 宇藤純久  5点
  - 橋本和樹  2点
  - 菊田一美  2点

大会内容
ストロングBJのリーグ戦として開催。3月11日福岡･博多スターレーン大会で開幕し、各上位2名が札幌マルスジムでの決勝トーナメントに進出。また大地の要望で、鈴木以外の出場選手を大日本正式所属選手のみとし、リーグ戦の制限時間を20分に短縮して開催（決勝トーナメントは通常通り30分）。
ストロングヘビー級王者である大地が決勝に進出した為、決勝は選手権試合を兼ねて行われた。

## 2019年大会（DeathMatch Survivor）
参加者14人
- Aブロック
  - 宇藤純久  0点　
  - 関根龍一（BASARA）  6点
  - 木高イサミ （BASARA）  8点・ブロック1位 ※優勝
  - 宮本裕向 （666）   6点
  - アブドーラ小林 8点・ブロック2位
  - 伊東竜二  6点
  - ジミー・ハボック（AEW）   8点
- Bブロック
  - 藤田ミノル（フリー）  6点
  - 星野勘九郎  2点
  - 坂本
  - 拓海 （BASARA）   8点
  - 佐久田俊行  8点・ブロック2位
  - 植木嵩行  2点
  - 竹田誠志（フリー）  10点・ブロック1位 ※準優勝
  - リッキー・シェイン・ペイジ （フリー）   6点

大会内容
デスマッチリーグ戦として開催。2月28日後楽園大会で開幕し、各ブロック上位2名が4月14日札幌マルスジム大会での「決勝トーナメント」へ進出となる｡
準決勝はイサミ対佐久田、竹田対小林。決勝はイサミ対竹田となり、木高イサミが初優勝。

## 2020年大会（strong climb）
参加者20人
- Aブロック
  - 兵頭彰  3点
  - 河上隆一  4点
  - 橋本大地  5点・ブロック1位 ※優勝
  - 稲村愛輝（NOAH）  4点
  - T-Hawk（#STRONGHEARTS）  4点
- Bブロック
  - 橋本和樹  2点
  - 関本大介  6点・ブロック1位
  - 佐藤耕平（ZERO1）  5点
  - 滝澤大志（2AW） 4点
  - 木髙イサミ（BASARA）  3点
- Cブロック
  - 神谷英慶  2点
  - 浜亮太  4点
  - 岡林裕二  4点
  - 火野裕士（ZERO1）  5点
  - クワイエット・ストーム（フリー）  5点・ブロック1位 ※準優勝
- Dブロック
  - 青木優也  3点
  - 中之上靖文  3点
  - 野村卓矢  3点
  - 菊田一美  5点
  - ジェイク・リー（全日本）  6点・ブロック1位

大会内容
ストロングBJのリーグ戦として開催。3月3日東京･後楽園ホール大会で開幕し、各ブロック上位1名が「決勝トーナメント」へ進出となる。
優勝決定戦は前回同様マルスジムを予定していたが、入居するオーナーの意向に依り貸出不可となったためサッポロ・イーワン・スタジアムに変更された。
その後、新型コロナウイルス感染拡大の影響に伴い地方大会の中止が相次いだため、そこで組まれていた公式戦は両者引き分け扱いに。さらに4月7日に大日本本社を置く神奈川県を含む7都府県に緊急事態宣言発令のため以降の大会は中止・延期となった。そのため、優勝決定戦も26日に無観客での配信大会とする措置を講じた。
準決勝は大地対関本、ストーム対リー。決勝は大地対ストームとなり、橋本大地が初優勝（BJW認定世界ストロングヘビー級王者としての優勝は初）。

## 2021年大会（DeathMatch Survivor）
参加者16人
- Aブロック
  - アブドーラ小林 2点
  - "黒天使"沼澤邪鬼 0点
  - 高橋匡哉 4点
  - ビオレント・ジャック（フリー） 6点・Aブロック1位
- Bブロック
  - 塚本拓海（BASARA） 4点
  - 宮本裕向 （666） 2点
  - ドリュー・パーカー  4点・Bブロック1位 ※優勝
  - 勝俣瞬馬（DDT） 2点
- Cブロック
  - 伊東竜二 4点・Cブロック1位 ※準優勝
  - 星野勘九郎 2点
  - 藤田ミノル（フリー） 2点
  - 竹田誠志（フリー） 4点
- Dブロック
  - 木高イサミ （BASARA） 2点
  - 神谷英慶 4点・Dブロック1位
  - 石川勇希 2点
  - 兵頭彰 4点

大会内容
デスマッチリーグ戦として開催。3月3日新木場1stRING大会で開幕し、各ブロック得点1位4人が5月16日後楽園ホール大会での「決勝トーナメント」決に進出し優勝を争う。優勝決定戦の後楽園開催は一騎当千としては2014年大会以来7年ぶり、デスマッチは2011年大会以来10年ぶりとなる。

## 2022年大会（strong climb）
参加者12人
- Aブロック
  - 野村卓矢
  - 岡林裕二
  - 中之上靖文　※準優勝
  - 神谷英慶
  - 関札皓太
  - 加藤拓歩
- Bブロック
  - 橋本大地
  - 関本大介　※優勝
  - 青木優也
  - 菊田一美
  - 橋本和樹
  - 佐藤孝亮

## 2024年大会（一騎当千スペシャルリーグ DEATHMATCH　STRAIGHT FLASH）
参加者10人
- Aブロック
  - 神谷英慶　※優勝
  - アブドーラ・小林
  - 菊田一美
  - マッドマン・ポンド
  - ドクター・リダクテッド
- Bブロック
  - 伊東竜二
  - 石川勇希
  - 若松大樹 （2AW）　※準優勝
  - デイル・パトリックス
  - ビーストマン

## 2025年大会（strong climb）
参加者8人
- Aブロック
  - 神谷英慶
  - 青木優也
  - 大門寺崇（LAND'S ENDプロレスリング）※準優勝 　
  - 吉田和正
- Bブロック
  - 中之上靖文
  - 菊田一美
  - 浅倉幸史郎
  - レイトン・バザード※優勝